# Amaranthus palmeri
Amaranthus palmeri é uma espécie de planta com flor pertencente à família Amaranthaceae. É nativa do Sudoeste dos Estados Unidos e Norte do México. 
A autoridade científica da espécie é S.Watson, tendo sido publicada em Proceedings of the American Academy of Arts and Sciences 12: 274. 1877..
O Amaranthus palmeri possui uma enorme capacidade de adaptação e potencial invasor. Está identificada em Espanha desde 2007 e em Portugal Continental desde 2025. Alguns dos fatores para o seu sucesso são a sua capacidade de dispersão, pois cada indivíduo pode produzir mais de 600 mil sementes, assim como a sua resistência a diferentes famílias de herbicidas.

## Portugal
Trata-se de uma espécie presente no território português, nomeadamente no Continente e no  Arquipélago da Madeira. Em termos de naturalidade é introduzida nas regiões indicadas.
A 9 de agosto de 2025 foi noticiado que o Instituto Politécnico de Beja e o Instituto Nacional de Investigação Agrária e Veterinária (INIAV) detetaram Amaranthus palmeri em campos de milho na região do Ribatejo. 

## Protecção
Não se encontra protegida por legislação portuguesa ou da Comunidade Europeia.